# よふど温泉
よふど温泉（よふどおんせん）は、兵庫県朝来市山東町森にある公衆浴場である。
温泉が湧出しており、特にラドンの含有が多いと標榜している。
施設には露天風呂・内風呂・サウナおよび、食堂・土産売店などが設置されている。
なお、徒歩圏内に宿泊施設は無い。

## 要目
- 運営者 : よふど温泉運営管理組合
- 所在地 : 〒669-5135 兵庫県朝来市山東町森字極楽108番地
- 温泉の情報
  - 単純温泉（低温泉）
  - 泉温 25.1℃（飲用不可）
  - 湧出量 60ℓ / 分
- 効能
  - 神経痛、筋肉痛、関節痛、慢性消化器病、痔疾、冷え性、疲労回復など。

## 交通
- 自動車
  - 播但連絡道路 和田山ICより10分。
  - 北近畿豊岡自動車道 山東ICより10分。
- 鉄道
  - 山陰本線・播但線 和田山駅から全但バス「よふど温泉」行きにて、終点で下車。
  - 山陰本線 梁瀬駅よりタクシーで約10分。